# Бережок (Тотемский район)
Бережок — деревня в Тотемском районе Вологодской области.
Входит в состав Вожбальского сельского поселения, с точки зрения административно-территориального деления — в Вожбальский сельсовет.
Расстояние по автодороге до районного центра Тотьмы — 43 км, до центра муниципального образования деревни Кудринская — 2 км.
По переписи 2002 года население — 12 человек.